# Ismail Azzaoui
Ismail Azzaoui (Brussel, 6 januari 1998) is een Belgisch−Marokkaans voetballer die als aanvaller speelt.  

## Spelerscarrière

### Jeugd
Azzaoui verruilde in 2014 de jeugdopleiding van RSC Anderlecht voor die van Tottenham Hotspur De flankaanvaller vertelde later dat hij Anderlecht verliet omdat op dat moment nog geen enkele Marokkaanse jeugdspeler kon doorbreken bij Anderlecht en hij dacht dat hij zijn kans niet zou krijgen. Azzaoui kwam in zijn eerste seizoen bij Tottenham tot een handvol wedstrijden in het beloftenelftal van The Spurs, waarin hij eenmaal doel trof. In de FA Youth Cup, de FA Cup voor spelers tussen 15 en 18 jaar, scoorde hij in het seizoen 2014/15 een hattrick tegen Blackburn Rovers. Later in het toernooi scoorde hij nog tegen Manchester United (met Dean Henderson in doel) en Nottingham Forest.

### VfL Wolfsburg
Azzaoui ondertekende op 31 augustus 2015 een contract tot medio 2020 bij VfL Wolfsburg. Zijn transfer werd een wederdienst voor makelaar Didier Frenay genoemd na de miljoenentransfer transfer van Kevin De Bruyne van Wolfsburg naar Manchester City. Azzaoui maakte op 21 november 2015 zijn debuut in de Bundesliga, tegen Werder Bremen. Hij kwam veertien minuten voor tijd het veld in als vervanger van Daniel Caligiuri. Wolfsburg won de wedstrijd met 6−0. Zijn tweede seizoen bij Wolfsburg ging quasi volledig de mist in, want op 21 september 2016 scheurde Azzaoui tijdens een training zijn kruisbanden af, waardoor hij voor de rest van het seizoen uitgeschakeld was.

### Willem II
Wolfsburg verhuurde Azzaoui in augustus 2017 voor een jaar aan Willem II, de nummer dertien van de Eredivisie in het voorgaande seizoen. Op 15 oktober maakte Azzaoui zijn eerste doelpunt voor de Tilburgers in de wedstrijd tegen FC Twente. Hij kwam na rust het veld in voor Jordy Croux en scoorde een kwartier later de 2-1. Willem II won de wedstrijd uiteindelijk met 3-1. De Belg speelde uiteindelijk 24 competitieduels voor Willem II waarin hij vier doelpunten maakte. Hij werd omschreven als supersub doordat al zijn doelpunten vielen na invalbeurten.
Azzaoui liep bij zijn terugkeer in Wolfsburg tijdens een training opnieuw een knieblessure op, welke hem voor het seizoen 2018/19 aan de kant hield. In het seizoen 2019/20 haalde Azzaoui vijf keer de wedstrijdselectie van het eerste elftal van Wolfsburg, maar speelminuten kreeg hij enkel nog bij het tweede elftal in de Regionalliga Nord. Zijn aflopende contract werd dan ook niet verlengd.

### Heracles Almelo
In oktober 2020 sloot hij aan bij Heracles Almelo, dat hem een contract tot het einde van het seizoen met optie op een extra jaar bood. In mei 2021 werd de optie in het contract van Azzaoui, die in de voorgaande jaren fel geplaagd werd door blessures maar in zijn debuutseizoen bij Heracles negentien officiële wedstrijden speelde, gelicht. Op 1 december liep hij tijdens een wedstrijd tegen Feyenoord voor de derde keer een zware knieblessure op.
Heracles besloot medio 2022 om het aflopende contract van Azzaoui niet te verlengen, maar bood hem in oktober 2022 toch een nieuw contract aan. "We geven hem uiteraard de tijd om weer op niveau te komen en we zijn ervan overtuigd dat hij op den duur weer van grote waarde gaat zijn voor de club.”, sprak technisch directeur Nico-Jan Hoogma over de terugkeer van de Belg. Op 28 april 2023 bewerkstelligde Azzaoui met Heracles promotie naar de Eredivisie, na een 3-0 overwinning op Jong PSV. De Marokkaanse Belg nam twee treffers voor zijn rekening.

### Araz-Naxçıvan PFK
Azzaoui tekende op 1 augustus 2023 transfervrij een eenjarig contract bij Araz-Naxçıvan PFK, nadat Heracles eerder de optie in zijn aflopende verbintenis niet had gelicht. De Azerbeidzjaanse ploeg was het voorgaande seizoen gepromoveerd naar het hoogste niveau.

## Clubstatistieken
| Seizoen         | Club              | Competitie                  | Competitie | Competitie | Beker | Beker | Overig | Overig | Totaal | Totaal |
| Seizoen         | Club              | Competitie                  | Wed.       | Dlp.       | Wed.  | Dlp.  | Wed.   | Dlp.   | Wed.   | Dlp.   |
| --------------- | ----------------- | --------------------------- | ---------- | ---------- | ----- | ----- | ------ | ------ | ------ | ------ |
| 2015/16         | VfL Wolfsburg II  | Regionalliga Nord           | 1          | 0          | –     | –     | –      | –      | 1      | 0      |
| 2015/16         | VfL Wolfsburg     | Bundesliga                  | 2          | 0          | 0     | 0     | 0      | 0      | 2      | 0      |
| 2016/17         | VfL Wolfsburg II  | Regionalliga Nord           | 1          | 2          | –     | –     | –      | –      | 1      | 2      |
| 2017/18         | → Willem II       | Eredivisie                  | 24         | 4          | 3     | 1     | 0      | 0      | 27     | 5      |
| 2018/19         | VfL Wolfsburg II  | Regionalliga Nord           | 0          | 0          | –     | –     | –      | –      | 0      | 0      |
| 2019/20         | VfL Wolfsburg II  | Regionalliga Nord           | 7          | 2          | –     | –     | –      | –      | 7      | 2      |
| 2020/21         | Heracles Almelo   | Eredivisie                  | 18         | 1          | 1     | 0     | –      | –      | 19     | 1      |
| 2021/22         | Heracles Almelo   | Eredivisie                  | 12         | 3          | 1     | 0     | –      | –      | 13     | 3      |
| 2022/23         | Heracles Almelo   | Eerste Divisie              | 20         | 3          | 0     | 0     | –      | –      | 20     | 3      |
| 2023/24         | Araz-Naxçıvan PFK | Azerbeidzjan Premyer Liqası | 26         | 2          | 4     | 0     | –      | –      | 30     | 2      |
| 2024/25         | PAC Omonia 29M    | A Divizion                  | 7          | 0          | 0     | 0     | –      | –      | 7      | 0      |
| Carrière totaal | Carrière totaal   | Carrière totaal             | 118        | 14         | 9     | 1     | 0      | 0      | 127    | 15     |

## Interlandcarrière
Azzaoui kwam uit voor verschillende Belgische jeugdelftallen. Hij nam in mei 2015 met België onder 17 deel aan het EK onder 17 in Bulgarije. België bereikte de halve finales, waarin Frankrijk onder 17 te sterk bleek. Azzaoui speelde alle vijf de wedstrijden mee. Hij was daarin driemaal trefzeker: in de tweede groepswedstrijd tegen Tsjechië (0-3-winst) scoorde hij tweemaal, in de kwartfinale tegen Kroatië – die België won na strafschoppen na een 1-1-gelijkspel – wiste hij het openingsdoelpunt van Karlo Majić uit. Azzaoui scoorde tegen Kroatië de beslissende strafschop in de penaltyreeks.
Azzaoui behoorde in oktober 2015 tot de selectie van België onder 17 voor het WK onder 17. Azzaoui en zijn landgenoten werden derde dankzij een 3−2 overwinning op Mexico onder 17 in de troostfinale. Hij kwam op dit toernooi tot vier optredens: hij speelde mee in de drie groepswedstrijden en kreeg een basisplaats in de halve finale tegen Mali, die België met 3-1 verloor.
Azzaoui maakte op 4 september 2016 onder trainer Gert Verheyen zijn debuut in België onder 19. Hij begon in de basis in een oefeninterland tegen Engeland onder 19 en werd na 88 minuten gewisseld voor Dante Vanzeir. België onder 19 won met 1−0 dankzij een treffer van Jorn Vancamp.

## Erelijst
| Competitie        |                  |                  |                  |                  |
| Competitie        | Aantal           | Jaar             |                  |                  |
| VfL Wolfsburg II  | VfL Wolfsburg II | VfL Wolfsburg II | VfL Wolfsburg II | VfL Wolfsburg II |
| ----------------- | ---------------- | ---------------- | ---------------- | ---------------- |
| Regionalliga Nord | 1                | 2015/16          |                  |                  |
| Heracles Almelo   |                  |                  |                  |                  |
| Eerste divisie    | 1                | 2022/23          |                  |                  |

| Wereldkampioenschap voetbal onder 17 | Brons | 2015 |